# Bungarus caeruleus
Bungarus caeruleus, conocida como krait común o blue krait, es una serpiente elápida altamente venenosa nativa del subcontinente indio. Esta especie es uno de los miembros de las 'Cuatro Grandes', serpientes que infligen la mayoría de las mordeduras de serpientes a los humanos en la India y Bangladés.

## Descripción
La longitud promedio es de 0,90 m, pero puede llegar a 1,75 m. Los machos son más largos que las hembras, con colas proporcionalmente más largas. La cabeza es plana y el cuello apenas evidente. El cuerpo es cilíndrico y se estrecha hacia la cola, ésta es corta y redondeada. Los ojos son bastante pequeños, con pupilas redondeadas, indistinguibles. Los escudos de la cabeza son normales, sin fosetas loreales; Se producen cuatro escudos a lo largo del margen del labio inferior; El tercer y cuarto supraoculares tocan el ojo. Las escamas son altamente pulidas, en 15-17 filas; La fila vertebral está claramente agrandada y es hexagonal. Tiene de 185-225 escamas ventrales y 37-50 caudales, y son completas.
Su coloración es generalmente negra o negro azulada, con aproximadamente 40 barras transversales blancas delgadas, que pueden ser indistintas o ausentes anteriormente. Se pueden encontrar especímenes albinos, aunque tales casos son extremadamente raros. El patrón, sin embargo, está completo y está bien definido en los jóvenes, que están marcados con barras transversales conspicuas incluso anteriormente; En individuos viejos, las líneas blancas estrechas se pueden encontrar como una serie de puntos conectados, con un lugar destacado en la región vertebral. Puede estar presente un punto preocular blanco, Los labios superiores y el vientre son blancos.

## Distribución y hábitat
Este krait se distribuye de Sindh a Bengala Occidental, en todo el sur de la India, y Sri Lanka, hasta aproximadamente 1600 m de altura. También se ha registrado en Afganistán, Bangladés y Nepal.
Vive en una amplia variedad de hábitats, desde campos y la jungla de depuración baja hasta áreas asentadas. Descansa en montículos de termitas, pilas de ladrillos, agujeros de ratas e incluso casas dentro de las casas. Con frecuencia se encuentra en agua o en la proximidad a una fuente de agua.

## Comportamiento y ecología

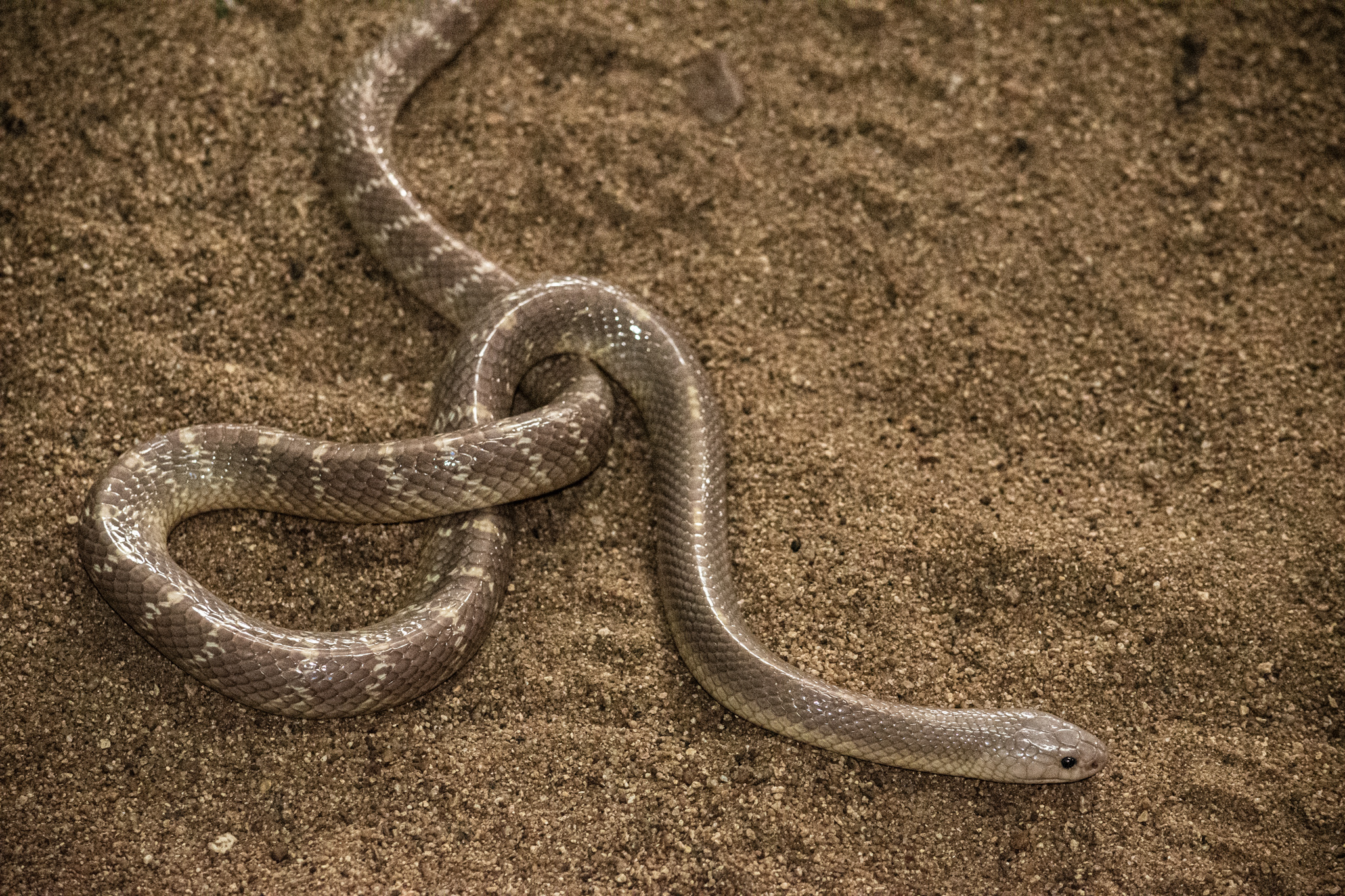
Ejemplar albino de Bungarus caeruleus

Se han informado diferentes comportamiento durante el día y la noche en B. caeruleus. Durante el día, es lenta y generalmente dócil. A menudo se esconde en agujeros de roedores, tierra suelta o debajo de los escombros, por lo que rara vez se ve. A menudo rueda su cuerpo en una bola floja y en espiral, manteniendo la cabeza bien oculta. Cuando está en esta condición 'de bola', la serpiente permite un manejo considerable, pero excesivamente a menudo instiga las picaduras. Por la noche, sin embargo, la serpiente es muy activa y escapa silbando en voz alta, o manteniéndose quieta, ocasionalmente mordiendo la fuente de la molestia.
Cuando se agita, se enrolla con la cabeza oculta y el cuerpo se aplana, y hace movimientos desagradables. También puede levantar la cola. Es reacia a morder, pero cuando lo hace, generalmente se aferra por un tiempo, lo que le permite inyectar cantidades considerables de veneno. Puede ser agresiva por la noche si está amenazada, ya que este es su período activo. Es responsable del segundo número más alto de mordeduras de serpientes en India para una sola especie.

## Dieta
Se alimenta principalmente en otras serpientes, incluidas: 'gusanos ciegos' (serpientes del género Tiflops), y come otros kraits, incluidos los jóvenes. También se alimenta de pequeños mamíferos (como ratas y ratones), lagartos y ranas. Se sabe que los jóvenes comen artrópodos.

## Veneno
El veneno B. caeruleus consiste principalmente en neurotoxinas poderosas, que inducen la parálisis muscular. Clínicamente, su veneno contiene neurotoxinas presinápticas y postsinápticas, que generalmente afectan la hendidura sináptica (los puntos de transferencia de información entre las neuronas).
La DL50 (dosis letal media), en ratones, del veneno son 0,325 mg/kg por vía subcutánea, 0,169 mg/kg por vía intravenosa y 0,089 mg/kg intraperitonealmente. y la entrega promedio de veneno es de 10 mg (peso seco). La dosis letal estimada para humanos es de 2-3 mg.
Los kraits comunes son nocturnos, por lo que rara vez se encuentran a los humanos durante la luz del día; Los incidentes ocurren principalmente por la noche. Con frecuencia, se produce poco o ningún dolor por su mordedura, lo que puede proporcionar falsa tranquilidad a la víctima. Típicamente, las víctimas se quejan de calambres abdominales graves, acompañados de parálisis progresiva. Si ocurre la muerte, tiene lugar aproximadamente 4-8 horas después de la mordedura. La causa de la muerte es insuficiencia respiratoria general, es decir, asfixia.
A menudo, durante la temporada de lluvias, las serpientes salen de sus escondites y encuentran refugio dentro de las casas secas. Si una víctima es mordida mientras duerme, esta puede no darse cuenta de la mordedura ya que la mordida se siente como la de una hormiga o mosquito. La víctima puede morir sin despertarse. Las picaduras de Krait son significativas para obtener cantidades mínimas de inflamación/hinchazón local. Esto puede ayudar en la identificación de especies si no se ha visto la serpiente.
Los pocos síntomas de la mordida incluyen el endurecimiento de los músculos faciales en 1-2 horas de la mordida y la incapacidad de la víctima de la mordida para ver o hablar, y si no se trata, el paciente puede morir por parálisis respiratoria dentro de las 4-5 horas. Un estudio de toxicología clínica informa una tasa de mortalidad no tratada del 70-80 %. En Bangladés, más del 50 % de las muertes totales de mordedura de serpientes son causadas por el krait común.